# Route nationale 202
Die Route nationale 202, kurz N 202 oder RN 202, ist eine französische Nationalstraße, die 1860 zwischen Thonon-les-Bains und Albertville festgelegt wurde, als das Savoyen, eine Landschaft in Europa, Teil von Frankreich wurde. Dadurch geht sie auf keine sog. Kaiserstrasse (frz. Route impériale) zurück. Ihre Länge betrug 124,5 Kilometer. 1912 wurde sie Teil der ersten Version der „Route des Alpes“. 1920 wurde die zweite Version der „Route des Alpes“ festgelegt. Dabei wurde die N202 zum Hauptteil dieser. In diesem Zusammenhang übernahm sie die N 212 und N210 komplett; sowie Teile der N 205, N 207 und N 208. Damit betrug die Gesamtlänge der fünf Abschnitte 441 Kilometer. 1931 erfolgte eine Umtrassierung ab Sallanches nach Bourg-Saint-Maurice an die N 90. Dabei wurde der Abschnitt zwischen Sallanches und Albertville zur N 212 und die Unterbrechung durch die N 90 wurde kürzer. Diese Trasse wurde aber bislang nicht durchgehend als Straße ausgebaut. Der Wanderweg der die Straßenenden verbindet ist etwa 16 Kilometer lang. 1934 wurde sie ab Briançon über den Col d’Izoard geführt und sie erreichte in Guillestre ihre alte Trasse. Damit fiel die Unterbrechung durch die N 94 weg. Das Stück zwischen der N 94 und Guillestre wurde zur N202A. Damit betrug die Länge der N 202 ab 1934 insgesamt 478,5 Kilometer. 1973 wurde eine neue N 202 zwischen Barrême und Nizza gebildet:
- N 207 Barrême – Pont-de-Gueydan
- N 202 Pont-de-Gueydan – Nizza

2006 wurde der Abschnitt zwischen der Pont-de-Gueydan und Nizza abgestuft und es ist nur noch der von der N 207 stammende Abschnitt über, der an der Pont-de-Gueydan ohne Verbindung zu einer anderen Nationalstraße endet.

## N 202A
Die Route nationale 202A, kurz N 202A oder RN 202A, war von 1933 bis 1973 ein Seitenast der N 202, der von dieser in Guillestre abzweigte und nach Mont-Dauphin-Gare führte. Diese ist hier beschrieben: Route nationale 202A. 1974 entstand eine neue N202A. Diese führte von der N202 zum Flughafen Nizza über den Südteil des Boulevard de Mercantour. Sie wurde 1978 Teil der N 202.

## N 202BIS
Die Route nationale 202BIS, kurz N 202BIS oder RN 202BIS, war die vorgesehene Nummer für eine Schnellstraße am Westufer der Var parallel zur N 202 zwischen Carros und Saint-Laurent-du-Var. Während sie in Bau war erfolgte die Abstufungsreform von 2006, die dadurch dann gleich als D 6202BIS in Betrieb genommen wurde.

## N202Et
Die N202Et (Embranchement) war kurzzeitig ein Seitenast der N 202 in Saint-Gervais-les-Bains, der Teil der N 202 wurde, als diese auf eine neue Führung gelegt wurde.

## N 1202
Die Route nationale 1202, kurz N 1202 oder RN 1202, war eine Paralleltrasse der N 202 im Tal der Var zwischen Pont de la Mescla (Mündung der Tinée in die Var) und Plan du Var. Sie wurde als südwärts führende zweispurige Einbahnstraße eingerichtet und ging 1991 in Betrieb. Zeitgleich wurde die N 202 nördlich des Haltepunkt La Tinée bis zur Pont de la Mescla zur nordwärtsführenden Einbahnstraße. Die Straße führt durch den 1006 Meter langen Tunnel de Mescla. 2006 wurde die Straße zur D 6102 umklassifiziert.